# حافظ عفيفي
محمد حافظ عفيفي باشا (1304 - 1380 هـ / 1 يونيو 1886 - 1961 م) هو طبيب وسياسي مصري.

## حياته
ولد بالقاهرة يونيو 1886وتعلم الطب وتخصص في انكلترة وفرنسة. عين وزيراً للخارجية (1928 - 34) لفترة، كما عين سفيراً لمصر في لندن (1936 - 38) واختير مندوباً لمصر في مجلس الأمن الدولي.والتحق بالكتاب الذى زرع فيه حب اللغة العربية وبلاغتها وهو الحب الذى لازمه حتى نهايات عمره وساعده على امتلاك أسلوب رصين وأعانه على تميز لغته فى خطبه وكتاباته التى كان أهمها وأشهرها كتابه المهم «الإنجليز فى بلادهم» ثم التحق بالمدرسة الابتدائية التى أظهر فيها نبوغا لافتا لازمه حتى حصل وهو فى السادسة عشرة على البكالوريا التى توقع بل أكد الجميع بعد انتهائه منها أنه سيتجه إلى مدرسة الحقوق الخديوية أكبر معهد لتخريج الساسة والعظماء فى مصر، ولكنه صمم على دخول مدرسة الطب التى كان اعتراض أسرته عليها أنه ربما يجنى منها مالا وفيرا ولكنها لن تقدم له ما يأملونه من مجد، وفى عام 1907 وقبل أن يكمل عامه الواحد والعشرين حصل على دبلوم الطب وقاده تفوقه للعمل مع طاقم التدريس بقصر العينى نحو عامين أثبت خلالهما تميزه وانفراده ورغم المستقبل المضمون - ماديا ووظيفيا - الذى كان ينتظره لو استمر بمصر إلا أنه آثر أن يتجه على نفقته إلى أوروبا لتحصيل المزيد من العلم ودرس لعامين بجامعات إيرلندا وإنجلترا وفرنسا ليعود بعدهما إلى مصر متفتح الشخصية واسع المدارك جامعا بين أصالة مصر وتقدم أوروبا العلمى فلم يمض سوى عام واحد بعد عودته أى فى 1912 إلا وكلفه الخديو عباس حلمى الثانى برئاسة بعثة الهلال الأحمر المصرية التى توجهت إلى ليبيا مع اندلاع الحرب التركية - الإيطالية هناك حيث قضى عاما ثانيا ثريا فى إقليم برقة تعرف بل صادق خلاله الرجل الثانى فى الجيش التركى الموجود بليبيا وهو كمال أتاتورك كما اكتسب خلال نفس العام صداقة وثقة كافة الزعامات السنوسية ليعود بعدها إلى مصر وقد ازداد إيمانه بأن المعترك السياسى هو ملعبه الحقيقى ومستقبله المؤكد فبدأ ينخرط فى المجتمع السياسى ويتعرف إلى قياداته ومفكريه كما ازدادت اتصالاته بصناع القرار فى القصر الخديوى والنظار الذين كان منهم ناظر متوسط المواهب والإمكانات كما قيمه وثمنه ولم يكن هذا الناظر سوى.. سعد باشا زغلول.

## آثاره
له كتب منها: «الإنجليز في بلادهم» و «على هامش السياسة» .